# Ихчиев, Диаманди
Диаманди Ихчиев (болг. Диаманди Ихчиев; 8 ноября 1854, Велес — 26 марта 1913, София) — болгарский учёный-османист, историк, переводчик.

## Биография
Родился 8 ноября 1854 года в Велесе, который был на то время в составе Османской империи. Начальное образование получил в родном городе, а высшее в Стамбуле.
В 1873 году работал учителем в Тиквеше, а с 1874 года по 1884 год — занимался торговлей в Велесе.
В 1884 году поселился в столице новообразованного Княжества Болгария и работал юристом в Кюстендиле и Софии. В 1885 году стал секретарём регионального правительства в Враце. В 1890—1895 и 1910—1911 годах был османским переводчиком в Министерстве иностранных дел.
В 1900—1908 годах — руководитель Национальной библиотеки Кирилла и Мефодия. Перевёл на болгарский язык и издал тысячи документов Османской империи.
Умер в Софии в 1913 году.